# NGC 6133
NGC 6133 је тројна звезда у сазвежђу Змај која се налази на NGC листи објеката дубоког неба.
Деклинација објекта је + 56° 39' 12" а ректасцензија 16h 20m 17,0s. Привидна величина (магнитуда) објекта NGC 6133 износи 13,9.